# Joseph Schelbert
Joseph Schelbert (* 30. August 1834 in Sigishofen; † 1. März 1887 in Maria-Rain) war ein katholischer Geistlicher und Mitglied des Deutschen Reichstags.

## Leben
Schelbert war der Spross einer Familie aus dem Muotathal bei Schwyz. Sein Vater Franz Joseph Schelbert errichtete 1817 die erste Schweizerkäserei in Immenstadt im Allgäu. Nach dem Tod seines Vaters kam er als Hirtenbub mit zehn Jahren ins oberschwäbische Aulendorf. Die Lateinschule und das Gymnasium absolvierte er 1858 in Kempten (Allgäu). Er studierte Philosophie und Theologie an der Universität München von 1858 bis 1862. Am 26. Juli 1862 wurde er im Georgianum in München zum Priester geweiht.
Danach war er Pfarrvikar bzw. Kaplan in Stein bei Immenstadt, Aschering und Pöcking am Starnberger See, Altusried bei Kempten, Kaplanei-Benefiziat in Fischen, Kaplan in Schöllang bei Oberstdorf, Pfarrkurat in Lengenwang und schließlich 1880 Pfarrer und Landwirt in Maria Rain.
Weiter engagierte er sich in mehreren Vereinen und in Veröffentlichungen für die ländliche Bevölkerung.
Von 1884 bis 1887 war er Mitglied des Deutschen Reichstags für den Wahlkreis Schwaben 6 (Immenstadt, Sonthofen, Kempten, Lindau) und die Deutsche Zentrumspartei.